# Xestes
Xestes (gr. ξέστης) ist ein antikes Hohlmaß für Wein = 12 Kyathoi = 1/96 Medimnos von etwa 54 l einerseits, auch dem Trockenmaß Sextarius von 0,544 l = 1/16 Modius von etwa 8,7 l gleichgesetzt oder auch entsprechend einem aufgewogenen Volumen von 2 Librae Öl, umgerechnet knapp 1 Liter. Die nach Ephiphanius von Salamis durch Aufwiegen von Öl gewonnene Maßnorm wird in verschiedenen weiteren Quellen, beispielsweise in der Arzneimittellehre des Dioskurides und auch durch Normgefäße überliefert.

## Weblink
- Money, Weights and Measures in Antiquity